# Crataegus saligna
Crataegus saligna — вид квіткових рослин із родини трояндових (Rosaceae).

## Біоморфологічна характеристика

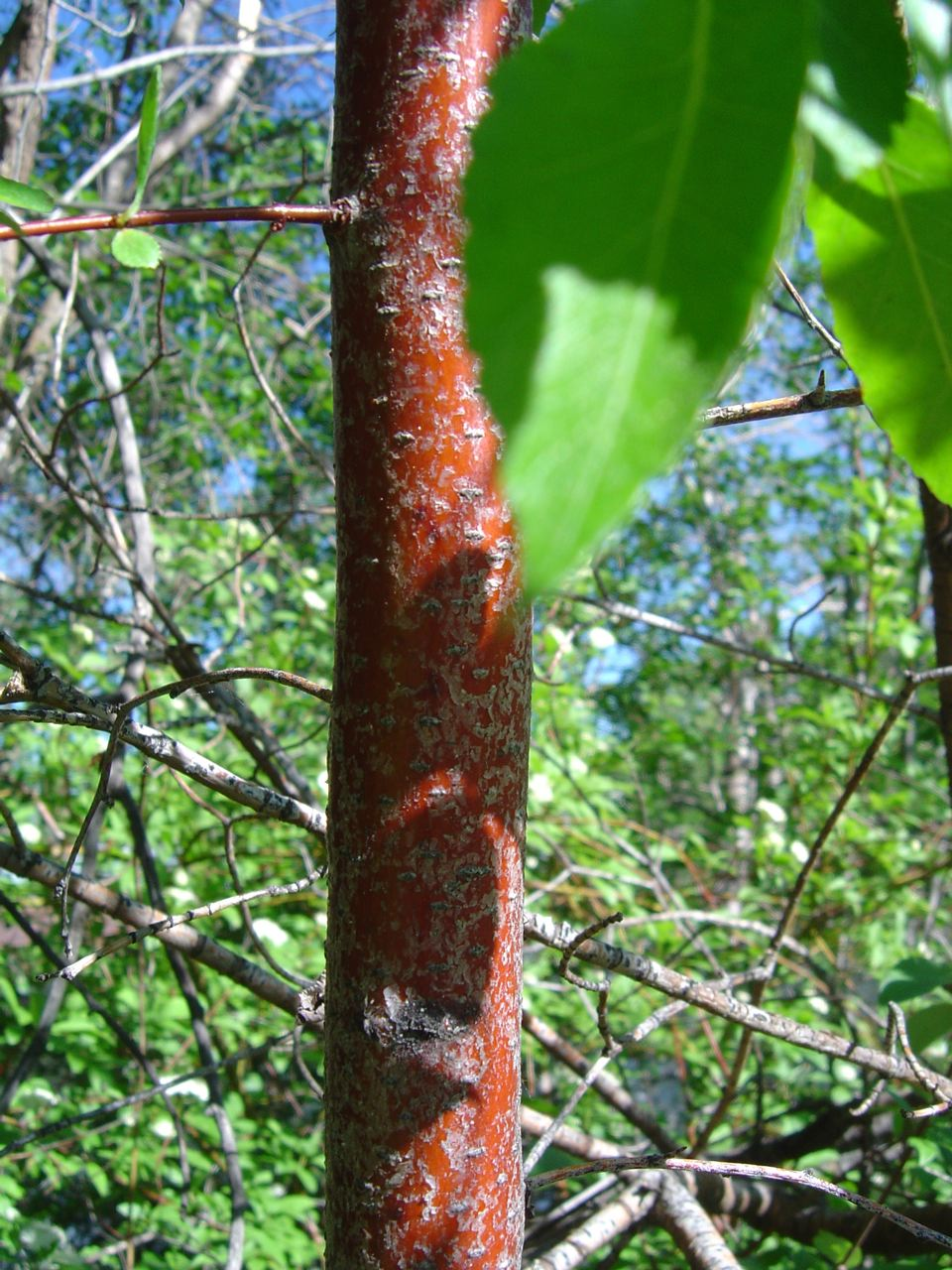

Це кущ 30–50 дм заввишки, часто клоновий. Молоді гілочки зелені, голі, 1-річні червонувато-коричневі, старші темно-сірі; колючки на гілочках прямі або вигнуті, 2-річні чорні, блискучі, ± дрібні, 1–3 см (іноді більші й міцніші). Листки: ніжки листків 0.8–1.8 см; пластини від вузько еліптичних до еліптично-ланцетних, 3–5 см, ± тонкі, основа вузько клиноподібна, часток 0, краї городчасті, зубці численні, дрібні, тупі, верхівка зазвичай тупа, іноді гостра, нижня поверхня гола, верх притиснено запушений молодим, потім ± голий. Суцвіття 12-квіткові. Квітки 10–13 мм у діаметрі; чашолистки проксимально широко трикутні з короткими, вужчими кінцівками, 1.5–2 мм; тичинок 20; пиляки кремові. Яблука чорні зрілими, кулясті, 8 мм у діаметрі. Період цвітіння: травень і червень; період плодоношення: вересень і жовтень.

## Ареал
Ендемік штатів Колорадо та Юта, США.
Зростає вздовж струмків, у заплавах; на висотах 1600–2400 метрів.